# 緬甸立法局
緬甸立法局係一個建立於1897年的機構。它最初的角色是英属缅甸副總督在緬甸立法方面的諮詢委員會。
最初，立法局的議員是通過委任產生。最初立法局由3名議員組成，但後來議員數逐漸增加到了30人。這些議員主要代表緬甸外商的利益。
1923年，在給予緬甸有限的自治權的二頭憲法框架下，立法局的部分議席被改組爲由選舉產生。在該體制下，緬甸分別在1922年、1925年、1928年進行了三次選舉。緬甸人民團體總會（General Council of Burmese Associations）的緬甸的民族主義者對這種選舉進行了抵制，1922年的選舉投票率還不到7%。其後兩次選舉的投票率仍然不高：1925年是16%多一點，而1928年則是18%。